# Hemofobia
La hemofobia o hematofobia (del griego αἷμα - hema, «sangre» y φόβος - phobos, «miedo») es el miedo a la sangre y también a las heridas en sí. Las personas que tienen fobia a la sangre temen las heridas, cortes y las jeringuillas. Esta fobia presenta algunas características que la diferencian del resto debido a que la respuesta corporal ante la sangre es diferente del resto de las fobias ya que se trata de una respuesta bifásica.
Cuando una persona con hemofobia está en presencia de sangre se va a producir un aumento de la respuesta cardiovascular, aumentando así el latido cardíaco y la presión arterial, sin embargo, justo después este aumento disminuye de forma brusca provocando náuseas, mareos, sudores, palidez y, en ocasiones, el desmayo. Es por esto por lo que las personas con este tipo de fobia suelen relatar una historia de episodios de desmayos recurrentes.
Las personas con fobia a la sangre suelen temer esta respuesta más que a la propia sangre o a las jeringuillas en sí, es decir, anticipan que pueda producirse un desmayo y las desagradables sensaciones de mareos y náuseas. Esta anticipación les causa un intenso miedo que les lleva a evitar cualquier situación relacionada con el líquido rojo llamado sangre. Algunas personas también tiene sensaciones en el cuello debido a esta fobia.